# Chiun Corona
Chiun Corona est une corona, formation géologique en forme de couronne, située sur la planète Vénus.  

## Présentation
Chiun Corona est localisée par 18,3° N et 340,5° E et se situe dans le quadrangle de Sif Mons (V-31). 
Elle a été nommée ainsi en 1994, en référence à Chiun, divinité juive de la fertilité, et couvre une surface circulaire d'environ 150 km de diamètre. 